# Rue de Vergennes
Pour les articles homonymes, voir Vergennes.
La rue de Vergennes est une voie du quartier des Chantiers de Versailles, en France.

## Situation et accès
La rue de Vergennes est une voie publique située dans le quartier des Chantiers de Versailles. Elle débute au niveau du 52, avenue de Paris, en une intersection commune avec la rue Benjamin-Franklin, et aboutit au niveau du 23, rue des Chantiers, face à la rue de l'Abbé-Rousseaux.

## Origine du nom

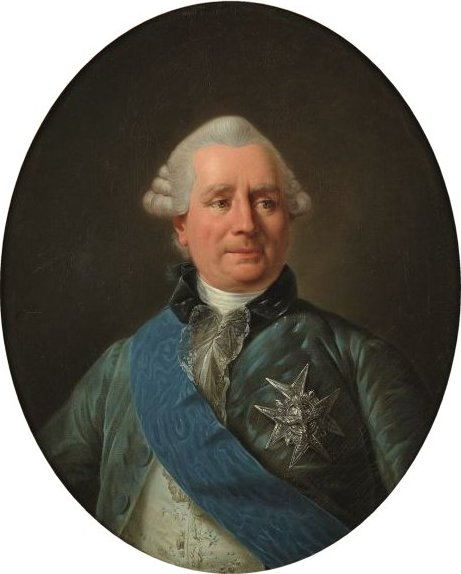
Portrait du comte de Vergennes par Antoine-François Callet.

La rue de Vergennes tient son nom de Charles Gravier, comte de Vergennes (1719-1787), secrétaire d'État des Affaires étrangères de Louis XVI de 1774 à sa mort. Le comte de Vergennes possédait une propriété avenue de Paris, dont une partie touchait la rue de Vergennes ; cette propriété, au n°68, est désormais occupée par les Sœurs du Cénacle.

## Historique
La rue est tracée sur le chemin du Petit-Montreuil, car il reliait ce quartier de la paroisse de Montreuil à l'église paroissiale située au Grand-Montreuil (église Saint-Symphorien). 
Ce chemin prit lors de son élargissement en 1781 le nom de rue de Vergennes. 
La rue de Vergennes prit en 1793 le nom de rue de Thionville, avant de retrouver son nom d'origine en 1806. Le nom de rue de Thionville a sans doute été donné en mémoire du Siège de Thionville, mis du 24 août au 16 octobre 1792 par une armée coalisée de 36 000 coalisés. 
En 1840, la rue fut concernée par la construction de la ligne de chemin de fer entre la barrière du Maine à Paris (actuelle gare de Paris-Montparnasse) et la gare de Versailles-Rive-Gauche ; un pont fut construit, donnant à la rue son profil actuel en dos-d'âne.

## Bâtiments remarquables et lieux de mémoire
- Le n°4, construit en 1772 par Nicolas Hughes Balland, apothicaire du roi, reçut en 1789 huit députés ; puis ce furent les corps de gardes invalides qui y logèrent[2].
- Au n°6 résida Talleyrand, député du clergé, lors des États généraux de 1789[3] (avant de se rallier au Tiers état le 26 juin 1789).
- Au n°14 (anciennement n°18) résida l'abbé Rousseaux.
- À l'angle de la rue de Vergennes et de la rue des Chantiers, face à la rue de l'Abbé-Rousseaux dont le nom porte la mémoire de son principal mécène, se trouve l'église Sainte-Élisabeth-de-Hongrie.